# Военный амфитеатр в Аквинкуме
Военный амфитеатр — одна из главных достопримечательностей среди руин древнеримского города Аквинкум. Один из двух амфитеатров римского города (второй — менее объёмный гражданский амфитеатр). Располагается в нескольких километрах к югу от основной территории Аквинкума. Ныне находится на территории Будапешта (в Обуде).
Амфитеатр построен в середине II века н. э. Это один из крупнейших амфитеатров, построенных римлянами вне Италии.
Амфитеатр использовался для гладиаторских боёв, схваток с дикими животными и наумахий.
Здание имеет форму эллипса, большая ось арены длиной 89 м, малая — 66 м. В амфитеатр вело 20 ворот. В нём могло разместиться около 12 000 зрителей.